# Handball-Bundesliga (mannen) 2012/13
De DKB Handball-Bundesliga 2012/13 is de 48e seizoen van de hoogste Duitse handbalcompetitie voor mannenteams.
THW Kiel werd gekroond als kampioen van Duitsland. TV Großwallstadt en TV 1893 Neuhausen TUSEM Essen degradeerde na dit seizoen terug naar de 2. Handball-Bundesliga.

## Teams
| Ploeg                    | Plaats                | Deelstaat           | Trainers              | Hal                 |
| ------------------------ | --------------------- | ------------------- | --------------------- | ------------------- |
| HBW Balingen-Weilstetten | Balingen              | Baden-Württemberg   | Rolf Brack            | Sparkassen-Arena    |
| Füchse Berlin            | Berlijn               | Berlijn             | Dagur Sigurðsson      | Max-Schmeling-Halle |
| TUSEM Essen              | Essen                 | Noordrijn-Westfalen | Mark Dragunski        | Sportpark am Hallo  |
| SG Flensburg-Handewitt   | Flensburg             | Sleeswijk-Holstein  | Ljubomir Vranjes      | Campushalle         |
| Frisch Auf Göppingen     | Göppingen             | Baden-Württemberg   | Velimir Petkovic      | EWS Arena           |
| TV Großwallstadt         | Großwallstadt         | Beieren             | Khalid Khan           | Sparkassen-Arena    |
| VfL Gummersbach          | Gummersbach           | Noordrijn-Westfalen | Emir Kurtagic         | Eugen-Haas-Halle    |
| TSV Hannover-Burgdorf    | Hannover              | Nedersaksen         | Christopher Nordmeyer | AWD Hall            |
| HSV Hamburg              | Hamburg               | Hamburg             | Martin Schwalb        | O2 World Hamburg    |
| THW Kiel                 | Kiel                  | Sleeswijk-Holstein  | Alfreð Gíslason       | Sparkassen-Arena    |
| TBV Lemgo                | Lemgo                 | Noordrijn-Westfalen | Dirk Beuchler         | Lipperlandhalle     |
| SC Magdeburg             | Maagdenburg           | Saksen-Anhalt       | Frank Carstens        | Bördelandhalle      |
| MT Melsungen             | Melsungen             | Hessen              | Michael Roth          | Rothenbach-Halle    |
| GWD Minden               | Minden                | Noordrijn-Westfalen | Ulf Schefvert         | Kreissporthalle     |
| TuS Nettelstedt-Lübbecke | Lübbecke              | Noordrijn-Westfalen | Dirk Beuchler         | Kreissporthalle     |
| TV 1893 Neuhausen        | Neuhausen an der Erms | Baden-Württemberg   | Markus Gaugisch       | Paul-Horn-Arena     |
| Rhein-Neckar Löwen       | Mannheim              | Baden-Württemberg   | Guðmundur Guðmundsson | SAP Arena           |
| HSG Wetzlar              | Wetzlar               | Nedersaksen         | Kai Wandschneider     | RITTAL Arena        |

## Stand
| Pos | Club                     | Wed | W  | G | V  | Pnt | DV   | DT   | +/−  |
| --- | ------------------------ | --- | -- | - | -- | --- | ---- | ---- | ---- |
| 1   | THW Kiel                 | 34  | 30 | 1 | 3  | 61  | 1122 | 899  | +223 |
| 2   | SG Flensburg-Handewitt   | 34  | 25 | 4 | 5  | 54  | 1033 | 862  | +171 |
| 3   | Rhein-Neckar Löwen       | 34  | 25 | 4 | 5  | 54  | 965  | 850  | +115 |
| 4   | Füchse Berlin            | 34  | 24 | 3 | 7  | 51  | 976  | 892  | +84  |
| 5   | HSV Hamburg              | 34  | 22 | 5 | 7  | 49  | 1035 | 944  | +91  |
| 6   | TSV Hannover-Burgdorf    | 34  | 21 | 4 | 9  | 46  | 1021 | 1002 | +19  |
| 7   | HSG Wetzlar              | 34  | 17 | 3 | 14 | 37  | 996  | 975  | +21  |
| 8   | SC Magdeburg             | 33  | 16 | 4 | 14 | 36  | 955  | 918  | +37  |
| 9   | TBV Lemgo                | 34  | 15 | 4 | 15 | 34  | 921  | 927  | −6   |
| 10  | MT Melsungen             | 34  | 14 | 5 | 15 | 33  | 945  | 947  | −2   |
| 11  | Frisch Auf Göppingen     | 33  | 15 | 2 | 17 | 32  | 950  | 905  | +45  |
| 12  | TuS Nettelstedt-Lübbecke | 34  | 13 | 2 | 19 | 28  | 961  | 988  | −27  |
| 13  | HBW Balingen-Weilstetten | 34  | 11 | 3 | 20 | 25  | 956  | 1019 | −63  |
| 14  | GWD Minden               | 34  | 6  | 6 | 22 | 18  | 880  | 1009 | −129 |
| 15  | VfL Gummersbach          | 34  | 6  | 4 | 24 | 16  | 887  | 1018 | −131 |
| 16  | TV Großwallstadt         | 34  | 6  | 3 | 25 | 15  | 848  | 946  | −98  |
| 17  | TV 1893 Neuhausen        | 34  | 7  | 1 | 26 | 15  | 885  | 1042 | −157 |
| 18  | TUSEM Essen              | 34  | 3  | 2 | 29 | 8   | 870  | 1063 | −193 |

| Kleur | Kwalificatie voor                                                    |
| ----- | -------------------------------------------------------------------- |
| 0     | Landskampioen van Duitsland, gekwalificeerd voor de Champions League |
| 0     | Gekwalificeerd voor de Champions League                              |
| 0     | Gekwalificeerd voor de EHF Cup                                       |
| 0     | Degradeert naar de 2. Handball-Bundesliga                            |

## Uitslagen
| Teams          | FAG      | BER   | GWD   | HBW   | HSG   | HSV   | MTM   | RNL   | SCM   | SGF   | TBV   | THW   | TSV   | TUS   | ESS   | TVN   | TVG   | VFL   |
| -------------- | -------- | ----- | ----- | ----- | ----- | ----- | ----- | ----- | ----- | ----- | ----- | ----- | ----- | ----- | ----- | ----- | ----- | ----- |
| Göppingen      |          | 32–34 | 28–28 | 33–22 | 23–27 | 34–26 | 20–27 | 25–30 | 28–26 | 27–32 | 33–28 | 33–29 | 28–31 | 29–22 | 35–19 | 32–26 | 38–20 | 29–32 |
| Berlin         | 29–26    |       | 29–25 | 27–26 | 27–28 | 37–27 | 27–27 | 32–26 | 29–26 | 16–27 | 21–19 | 26–26 | 27–28 | 35–25 | 32–25 | 36–25 | 30–21 | 29–28 |
| Minden         | 26–32    | 27–31 |       | 31–31 | 35–26 | 22–34 | 26–24 | 23–26 | 26–26 | 29–30 | 21–21 | 32–36 | 27–30 | 32–31 | 30–26 | 28–23 | 26–24 | 27–31 |
| Balingen       | 29–25    | 29–29 | 33–33 |       | 26–28 | 31–35 | 29–34 | 33–34 | 33–27 | 29–30 | 29–27 | 22–34 | 33–35 | 33–24 | 29–23 | 32–26 | 30–24 | 29–25 |
| Wetzlar        | 30–27    | 25–27 | 32–28 | 29–32 |       | 33–26 | 29–26 | 23–29 | 27–28 | 31–31 | 31–28 | 26–27 | 27–31 | 31–28 | 33–33 | 35–25 | 26–25 | 38–32 |
| Hamburg        | 30–29    | 28–25 | 33–21 | 32–19 | 30–29 |       | 38–27 | 23–30 | 31–19 | 25–25 | 34–31 | 30–33 | 26–26 | 26–31 | 41–34 | 30–27 | 29–19 | 32–31 |
| Melsungen      | 28–25    | 24–30 | 26–21 | 31–29 | 28–25 | 30–30 |       | 23–26 | 26–31 | 26–26 | 29–34 | 29–33 | 26–26 | 32–28 | 27–25 | 36–25 | 32–24 | 32–27 |
| Löwen          | 26–26    | 25–23 | 32–22 | 35–22 | 31–29 | 28–34 | 27–22 |       | 30–22 | 30–27 | 31–26 | 17–28 | 39–28 | 24–19 | 29–21 | 30–25 | 26–21 | 27–22 |
| Magdeburg      | afgelast | 31–33 | 26–18 | 36–30 | 24–26 | 28–29 | 34–30 | 20–20 |       | 34–32 | 27–24 | 23–32 | 34–31 | 29–29 | 35–25 | 35–24 | 33–25 | 41–31 |
| Flensburg      | 29–25    | 29–18 | 30–19 | 39–24 | 36–27 | 23–23 | 35–29 | 30–27 | 30–24 |       | 33–22 | 35–29 | 32–26 | 30–28 | 40–20 | 37–26 | 26–20 | 25–20 |
| Lemgo          | 25–22    | 21–27 | 32–25 | 27–26 | 30–27 | 29–35 | 31–28 | 27–27 | 26–28 | 27–22 |       | 28–31 | 30–32 | 29–32 | 24–23 | 31–25 | 33–28 | 30–25 |
| Kiel           | 36–25    | 40–33 | 37–26 | 33–25 | 37–31 | 30–27 | 25–29 | 31–25 | 33–30 | 34–27 | 36–24 |       | 39–29 | 30–23 | 33–23 | 29–21 | 34–23 | 36–19 |
| Hannover       | 31–28    | 30–31 | 33–26 | 25–20 | 29–29 | 26–30 | 29–25 | 26–32 | 30–28 | 29–28 | 28–28 | 30–36 |       | 37–31 | 34–24 | 33–29 | 31–27 | 33–28 |
| Lübbecke       | 24–34    | 29–33 | 34–23 | 30–31 | 29–30 | 32–33 | 28–24 | 24–24 | 29–24 | 24–33 | 23–25 | 29–33 | 36–28 |       | 34–27 | 29–26 | 28–33 | 29–26 |
| Essen          | 25–37    | 24–31 | 28–22 | 30–28 | 26–36 | 26–34 | 29–31 | 20–30 | 26–32 | 24–27 | 21–30 | 25–37 | 32–33 | 30–35 |       | 27–28 | 22–27 | 28–28 |
| Neuhausen      | 24–28    | 22–29 | 34–28 | 34–29 | 23–31 | 28–28 | 26–29 | 21–32 | 26–32 | 26–37 | 21–23 | 20–39 | 31–32 | 27–28 | 24–32 |       | 32–27 | 29–26 |
| Grosswallstadt | 27–28    | 18–25 | 35–22 | 28–23 | 28–26 | 30–31 | 23–23 | 24–30 | 25–25 | 23–29 | 21–26 | 29–32 | 26–31 | 23–24 | 28–20 | 26–28 |       | 22–22 |
| Gummersbach    | 27–26    | 23–28 | 25–25 | 26–30 | 30–35 | 31–35 | 26–25 | 28–30 | 24–37 | 21–31 | 25–25 | 25–34 | 29–30 | 24–32 | 29–27 | 26–28 | 25–24 |       |